# Международный Кувейтский университет
Международный Кувейтский университет (кирг. Эл аралык Кувейт университети) — частное учебное заведение, действующее с 1999 года в Бишкеке, Кыргызстан и оказывающее высшее и среднее профессиональное образование.

## История
Открыт в 1999 году под названием Кыргызско-Кувейтский университет (кирг. Кыргыз-Кувейт университети). Инициатор создания — историк А. С. Ормушев, ставший его ректором. Учредитель — общественный фонд «Smart Generation».
В 2004 году был переименован в Восточный университет имени Махмуда Кашгари-Барскани (кирг. Махмуд Кашгари Барскани атындагы Чыгыш университети), в 2018 году — в Международный Кувейтский университет.
В 2018 году часть программ не прошла государственную аккредитацию, получив по ней статус «условно аккредитовано сроком на один год».

## Описание
По состоянию на 2003 год университет готовил переводчиков, учителей арабского языка и литературы, юристов и журналистов.
По состоянию на 2022 год имелись направления «Экономика», «Менеджмент», «Юриспруденция», «Международные отношения», «Педагогика», «Филологическое образование (арабский язык, киргизский язык и литература)», «Прикладная информатика», «Лингвистика» и «Журналистика», а также среднее профессиональное образование.
С 2018 года в университете действует аспирантура, выпустившая в 2021 году первых студентов.
По состоянию на 2023 год выпустил более 1500 студентов.
По состоянию на 2003 год в университете работали преподаватели из Кыргызстана, Кувейта, Египта, Сирии, Иордании, Мавритании и Ирака.
В университете выпускается научный журнал «Билим жана тарбия».

## Ректоры
- Асан Ормушев[кирг.] (1999—?)
- Алмаз Ибраев (?—2018)[6]
- Асан Ормушев[кирг.] (2018—н. в.)